# Macaranga obovata
Macaranga obovata är en törelväxtart som beskrevs av Louis Hyacinthe Boivin och Henri Ernest Baillon. Macaranga obovata ingår i släktet Macaranga och familjen törelväxter.
Artens utbredningsområde är Madagaskar. Inga underarter finns listade i Catalogue of Life.